# Colle San Magno
Colle San Magno település Olaszországban, Lazio régióban, Frosinone megyében. Lakosainak száma 631 fő (2023. január 1.). Colle San Magno Casalattico, Piedimonte San Germano, Santopadre, Terelle, Castrocielo és Roccasecca községekkel határos.

## Népesség
A település lakossága az elmúlt években az alábbi módon változott:
| Lakosok száma | 683  | 666  | 631  |
|               | 2017 | 2018 | 2023 |